# 本多忠刻
本多忠刻（日语：／ Honda Tadatoki，1596年5月11日—1626年6月30日）是日本江戶時代前期大名。播磨姬路新田藩初代藩主。父親是本多忠政（後來姬路藩藩主）。

## 生平
在慶長元年4月14日（1596年5月11日）出生，家中長男。在祖父本多忠勝於慶長6年（1601年）移封桑名藩時，與父親忠政一同移至桑名。在慶長16年（1611年）12月敘任從五位下中務大輔。在大坂夏之陣中與忠政一同出陣，参與慶長19年5月7日（1615年6月3日）的道明寺之戰並獲得敵人的首級而立下戰功。在戰後的元和2年9月29日（1616年11月8日）與德川家康的孫女豐臣秀賴的正室千姬結婚。關於這次婚姻，有千姬在大坂落城後的7月返回江戶途中於桑名的七里渡的船中偶然遇見忠刻的故事。還有家康在臨終之際考慮到因為政治婚姻而犧牲的千姬而被生母命令與忠刻結婚的故事。
元和3年（1617年），千姬的化妝費而被賜予個別10萬石的新地並移至姬路藩。
與千姬之間在元和4年（1618年）誕下長女勝姬（池田光政室），在元和5年（1619年）誕下長男幸千代，但是幸千代在元和7年（1621年）以3歳之齡死去，忠刻亦在寬永3年5月7日（1626年6月30日）因為結核病而死去。享年31歲。
忠刻是忠政的長子卻很早就死去，因此弟弟政朝就成為姬路藩第2代藩主。

## 逸話
- 喜好劍術，拜武術家宮本武藏為師。而武藏的養子三木之助以小姓的身份仕於忠刻並成為側近。三木之助在23歳時亦因為忠刻死去而殉死，其他殉死的人還有岩原牛之助（21歳）。

- 據說隨著成長，忠刻有著眉目秀麗的優雅，是誰都無法抵抗的美男子。

## 系圖
```
　　　　　　┏信長━━━━━德姬　　　　
織田信秀━━┫　　　　　　　┣━━熊姬━忠刻
　　　　　　┃　　　　　　┏信康
　　　　　　┃　德川家康━┫
　　　　　　┃　　　　　　┗秀忠
　　　　　　┃　　　　　　　　┣━千姬
　　　　　　┗市━━━━━━━江

```